# The Legend of Zelda: Phantom Hourglass
The Legend of Zelda: Phantom Hourglass (ゼルダの伝説夢幻の砂時計, Zeruda Densetsu Mugen, en català: 'El Rellotge de Sorra Fantasma') és el títol del primer episodi de la saga The Legend of Zelda per Nintendo DS. Fou presentat a la Game Developers Conference (San Francisco), pel president de Nintendo, Satoru Iwata el 2006.

## Dates
El joc es caracteritza per un estil gràfic 3D amb la tècnica del Cell shading o Toon Rendering, que utilitza el motor de The Legend of Zelda: The Wind Waker, del que és la segona part directa, però amb una mescla del sistema de càmeres dels Zelda tradicionals i dels més nous. Link, acompanyat novament per una fada guardiana, viatjarà per terra i mar fent ús de noves habilitats que el jugador podrà executar amb la pantalla tàctil de la consola (per resoldre certs puzles o tràçar la trajectòria d'un bumerang, per exemple), les màximes novetats del videojoc per estrenar.
Mentre es observa l'acció principal i s'interacciona amb l'entorn a la pantalla inferior tàctil de Nintendo DS, a la superior apareixen mapes i menús. Tanmateix, de vegades les dues pantalles s'intercanvien per fer certes accions. Se han vist en les imatges i en el primer vídeo mostrat masmorres, boscos e inclús viatges en vaixell.
Més tard, al Electronic Entertainment Expo de 2006, es presentà un nou vídeo, en el qual vàrem veure el control de Link, i s'observà una demo en la que aquest feia combos contra enemics i aconseguia diversos objectes.
 A més és mostra un vídeo amb el mode multijugador, podat "Pac-man", ja que aquest mode és un aspecte semblant a aquell joc de les recreatives.
 Poc més se coneix sobre aquest títol, que està desenrolat per Eiji Aonuma i l'equip que participà en The Legend of Zelda: The Wind Waker. S'espera que surti a la venda en estiu del 2007.

## Història
Aquest joc començà quan acaba The Legend of Zelda: The Wind Waker, on Link, l’Heroi dels Vents, i descendent de l'Heroi del Temps, derrotà al malvat Ganondorf. Aquest joc acabava amb Tetra (Zelda) i Link cercant una nova terra per a fundar-hi un nou Regne d'Hyrule, ja que aquest fou inundat pel Rei d'Hyrule, perquè Ganon no s'apoderés d'aquest. S'aventuraren en el seu viatge i en una densa boira troben un vaixell aparentment abandonat. Tetra va sola a inspeccionar-lo i Link, tement li passa-hi una desgràcia, va al vaixell misteriós. Al final, Link cau del vaixell i naufraga en una illa. En aquest, Link tractarà de cercar-los de nou anant d'illa en illa amb un nou vaixell. No utilitzarà el Mascaró Vermell, i que aquest no apareixerà.
Segons les declaracions de Eiji Aonuma: «No és Ganondorf probablement el malvat que tornarà en Phantom Hourglass. No obstant abans de la seva derrota sofria en The Legend of Zelda: The Wind Waker, la seva maldat es dispersà per més enllà del mar vist en The Wind Waker.» També diu que el simpàtic Mascaró Vermell, conegut com a Daphnes Nohansen Hyrule, no apareixeria en aquesta segona part.